# ライフ イズ ストレンジ
『ライフ イズ ストレンジ』(Life Is Strange)は、フランスのゲームスタジオDONTNODが開発し、スクウェア・エニックスよりグローバル版が2015年に、日本版が2016年3月以降に発売されたコンピュータゲーム。

## 概要
アメリカ・オレゴン州の架空の田舎街「アルカディア・ベイ」を舞台に、時間を巻き戻せる能力が発現した女子学生・マックスの青春を描く。
時間を巻き戻して過去をやり直すことで、その時はより良い未来になったように思えても、長期的には「予期不可能な大変化」が生じる場合もある、というカオス理論の一つ『バタフライ効果』（"一匹の蝶の羽ばたきが、遠くで竜巻を引き起こすか？"）をテーマとしている。

### リリース状況
グローバル版（音声は英語のみ。字幕およびUIは6ヶ国語対応）は2015年1月から数か月に1エピソードずつ全5エピソードが配信され、同年10月に完結した。その後、パッケージ版もリリースされた。
日本版のリリース状況は以下のとおり。
PlayStation版
2016年3月3日にPS3およびPS4で配信開始（PS4のみパッケージ版も発売）。バラ売りは無く、全エピソードをまとめて購入する形になっている。音声は日本語／英語、字幕/UIは日本語／英語ほか各言語を選択できる。
Windows PC(Steam)版
PlayStation版と同日、Steamで配信中のグローバル版に対して日本語吹き替えDLCが無償提供された。PS3、PS4版と同様に音声は日本語／英語、字幕/UIは日本語／英語ほか各言語を選択できる。
iOS版
iOS版は2017年12月14日にエピソード1-3、2018年3月30日にエピソード4-5が配信された。字幕/UIのみ日本語対応で、音声は英語のみ。
Android版
2018年7月18日にAndroid版が配信開始。iOS版と同じく字幕/UIのみ日本語対応で、音声は英語のみ。

## ゲームシステム
「ポイント＆クリック」の三人称視点アドベンチャーゲームで、プレイヤーキャラクター（マックス）を操作して様々なオブジェクトを調べたり人物と話をするなどして情報を集め、ゲームを進行させていく。本作にゲームオーバーの概念はなく、たとえ悪い選択を取り続けたとしてもストーリーはその選択に沿って展開が変化し、最後まで進行するマルチエンディング方式。
特徴的なのは物語途中で突如マックスに発現する“時間巻き戻し”能力で、以下2つの能力を行使することができる。
時間を少し巻き戻す能力
- その場で時間を少し巻き戻し、会話での選択や、オブジェクトに対する行動などをやり直すことができる。
- マックス自身の存在位置、一度取得したアイテムや情報は巻き戻しても保持される。したがって「情報やアイテムを入手した後で巻き戻す」「移動してから巻き戻すことで、瞬間移動する」といった応用ができる。いかに能力を上手く活用して状況を打開するかがゲームプレイの醍醐味となっている。
- 巻き戻せるのは長くても数分程度で、あまりにも前の時間まで戻ることはできない。

写真の撮影時点にタイムリープする能力
- マックスが撮った、またはマックスが写っているプリント写真にピントを合わせ能力を使う事で、その写真が撮影された過去の時点へタイムリープすることができる。
- この能力でタイムリープした先の時間軸では遠方が霞んでおり、視認できる範囲内でしか移動できない。またこの時間軸に居続けることはできず、あるタイミングでタイムリープ前の時間軸に戻される。
- タイムリープ先の時間軸において以前とは異なる選択・行動を取った場合、その影響で未来が変化し、元の時間軸へ戻った時には激しく状況が変わっている可能性がある（バタフライ効果）。

これらの能力を多用した際にはマックスが鼻血を出したり気分を悪くするなどしており、マックスの身体に負担が掛かる点が示唆されている。

## 評価
本作は世界で300万本超の販売を記録し、アメリカ・欧州を中心に多くのゲームアワードを受賞した。
GAME Watchの中村聖司が執筆した記事によると、多数のユーザーから本作のストーリーを絶賛する手紙が開発元のDONTNOD Entertainmentに寄せられたといい、ストーリーテリングについてここ数年でまれに見るほどの強いインパクトを残すことに成功したアドベンチャーゲームと評価している。
電撃プレイステーションではレビュアーのAkが90点、なんでもゆうこが90点、城イドムが95点、本Go!!が95点をつけ高く評価している。
ファミ通1421号のクロスレビューでは乱舞吉田が9点、ブンブン丸が8点、ジゴロ☆芦田が8点、くしだナム子が9点をつけ、40点満点中34点でゴールド殿堂入りとなった。

### 主な受賞タイトル
- 2015年 The Game Awards : Games For Impact賞[9]
- 2015年 ゴールデンジョイスティックアワード : Performance of the Year（クロエ役 : アシュリー・バーチ）
- 2016年 ゲーム・デベロッパーズ・チョイス・アワード ： Audience Award[10]
- 2016年 英国アカデミー賞ゲーム部門 : 脚本賞
- 2016年 日本ゲーム大賞 : ゲームデザイナーズ大賞[11]
- 2019年 ゴールデンジョイスティックアワード：Outstanding Contribution Award（ライフ イズ ストレンジ 全シリーズ）

## 登場人物
声の表記は『日本語吹き替え版の担当声優 / 英語版担当声優』。

### 主要人物
マクシーン・コールフィールド (Maxine Caulfield)
声：たなか久美 / ハナー・テル
本作の主人公。18歳。本名は”マクシーン”であるが、自身を含めて皆マックスと呼んでいる。ショートボブの女子学生。5年前に両親の仕事の都合でシアトルに引っ越したが、写真の勉強をするために1ヶ月前アルカディア・ベイに戻り、ブラックウェル高校に編入した。時間を巻き戻す能力に目覚める。
自分に自信を持てず内向的な性格であるが、写真の腕は確かなようで著名な写真家であるジェファソン先生からは度々写真を「日常ヒーローコンテスト」に応募するように勧められている。インスタントカメラを常に持ち歩いており、そのカメラで自撮りをするのが趣味。
クロエ・プライス (Chloe Price）
声：Lynn / アシュリー・バーチ
マックスの親友。19歳。青色に染めたショートヘアの女子。元々は優秀な生徒だったが、5年前に父親が亡くなったうえ親友のマックスも街を離れたことで、すっかりやさぐれてしまい、エピソード1の開始時点で既にブラックウェル高校を退学している。マックスが街を離れた後、レイチェルと出会い親友になるがレイチェルも失踪でいなくなってしまった。マックスは5年ぶりにクロエと再会した際、風貌が余りにも変わっていたため、すぐにクロエだとは気付かない程だった。
本編内で印象的に登場する「青い蝶」はクロエのイメージと重ねられており、クロエの腕にあるタトゥーにも青い蝶が描かれている。

### 生徒
レイチェル・アンバー (Rachel Amber)
マックスが街を離れた後、クロエの親友となった女子。6ヶ月前に謎の失踪を遂げた。行方不明のポスターが町中に貼られている。
ネイサン・プレスコット (Nathan Prescott)
声：間宮康弘  /  ニック・シュライナー
マックスのクラスメイトの男子。19歳。アルカディア・ベイで実質実権を握っている名家の長男。成績は優秀であるが短気で素行が悪く、マックスやクロエと度々衝突する。学内サークル「ボルテックス・クラブ」を取り仕切っている。
ビクトリア・チェイス (Victoria Chase)
声：樋口あかり / ダニー・ナイツ
マックスのクラスメイトの女子。18歳。裕福な家の生まれでマックスのような内向的な生徒に高圧的な態度を取ったり、テイラーやコートニーといった取り巻きを連れてケイトをいじめるなどの高慢な振る舞いが目立つ。よくネイサンとつるんでいる。ジェファソン先生を信奉している。
ケイト・マーシュ (Kate Marsh)
声：武田華 / ダイアン・ハットン
マックスのクラスメイトの女子。18歳。クラス内ではマックスと最も仲が良くお互いに信頼している。成績はGPA3.9と優秀で、礼拝には欠かさず通っている敬虔なキリスト教徒。
ウォーレン・グラハム (Warren Graham)
声：成瀬誠 / カルロス・ルーナ
マックスの男友達。16歳。クラスは別（科学科）だが、マックスとは仲が良い。良くも悪くも口が上手だが、マックスに気がある様子で、マックスのために躊躇なく男気をみせる場面も。成績もGPA4.0と優秀。映画マニアでテレビも趣味。
アリッサ・アンダーソン (Alyssa Anderson)
声：樋口あかり / ダイアン・ハットン
マックスのクラスメイトの女子。マックスが見かけるたびに不運な出来事に遭うが、時間を巻き戻すことにより助けることも可能。
他の生徒
ブルック・スコット (Brooke Scott)
声：渡谷美帆 / ダニー・ナイツ
コートニー・ワグナー (Courtney Wagner)
声：大津愛理 / ハナー・テル
デーナ・ワード (Dana Ward)
声：足立由夏 / ダニー・ナイツ
ダニエル・ダコスタ (Daniel DaCosta)
声：成瀬誠 /  ニック・シュライナー
エバン・ハリス (Evan Harris)
声：竹内良太 / カルロス・ルーナ
ヘイデン・ジョーンズ (Hayden Jones)
声：松本忍 / ドン・マクメイナス
ジュリエット・ワトソン (Juliet Watson)
声：黒川万由美 / ダイアン・ハットン
ジャスティン・ウィリアムズ (Justin Williams)
声：望月英 / カルロス・ルーナ
ローガン・ロバートソン (Logan Robertson)
声：かぬか光明 / ドン・マクメイナス
ルーク・パーカー (Luke Parker)
声：山中真尋 /  ニック・シュライナー
セーラ (Sarah)
声： /  アシュリー・バーチ
ステラ・ヒル (Stella Hill)
声：大津愛理 / アシュリー・バーチ
テイラー・クリステンセン (Taylor Christensen)
声：Lynn / アシュリー・バーチ
トレバー (Trevor)
声： / ニック・シュライナー
ザッカリー・リギンス (Zachary Riggins)
声： / デレック・フィリップス

### 学校関係者
レイモンド・ウェルズ (Raymond Wells)
声：かぬか光明 / エリック・モーガン・スチュアート
ブラックウェル高校の校長。厳格で学生に対して公平に接しているように見えるが、学校がプレスコット家の出資で成り立っているという現状、ネイサンに関する問題については消極的。
マーク・ジェファソン (Mark Jefferson)
声：山中真尋 / デレック・フィリップス
マックスのクラスの男性教師。90年代を代表する写真家であり、著書や雑誌の取材を多数持つ。マックスがブラックウェル高校を選んだのも彼がいるからという面が大きい。マックスに写真の才能を見出している。
デイビッド・マドセン (David Madsen)
声：野坂尚也 / ドン・マクメイナス
元軍人であり、現在はブラックウェル高校の警備主任。クロエの継父。彼なりに生徒の安全を考えているようであるが、学内に多数の監視カメラ導入を提案したり、些細なことで生徒に強く詰問するなどいささかやり過ぎの一面がある。家族愛はあるが、クロエとの仲は険悪。
ミシェル・グラント (Michelle Grant)
声： / パシーン・ウィルソン
ブラックウェル高校の女性教師（科学科）。デイビッドが学校に監視カメラを導入しようとしていることに反対の署名運動をしている。
サミュエル・テイラー (Samuel Taylor)
声：青山穣 / デレック・フィリップス
ブラックウェル高校の学校用務員。雰囲気や言動が独特で、一部の生徒からは気持ち悪がられているが、マックスは個性的だと好意的に見ている。

### その他
フランク・バワーズ (Francis Bowers)
声：竹内良太 / ダニエル・ボンジュール
RV車に住みアルカディア・ベイで売人をしている男。攻撃的な性格。クロエには金を貸している腐れ縁の関係で、レイチェルとの関わりも持つ。犬好きで、「ポンピドゥー」という名の犬を飼っている。
ジョイス・プライス (Joyce Price)
声：桐木山花 / シシー・ジョーンズ
クロエの母親。アルカディア・ベイのダイナー「ツーホエールズ」を切り盛りしている。5年前に夫ウィリアムを事故で失い、デイビッドと再婚した。父親の死で変わってしまったクロエに手を焼いている。
ウィリアム・プライス (William Price)
声：松本忍 / ジョー・オフマン
クロエの実父。故人。5年前に交通事故で死亡している。クロエやジョイスとの仲は非常に良好で、ウィリアムが事故死しない世界線ではクロエは不良少女にならない。

## 用語

### SF用語
バタフライ・エフェクト
日本ではバタフライ効果とも言う。力学系の状態にわずかな変化を与えると、そのわずかな変化が無かった場合とは、その後の系の状態が大きく異なってしまうという現象。カオス理論で扱うカオス運動の予測困難性、初期値鋭敏性を意味する標語的、寓意的な表現である。
タイムリープ
一般的に「自分自身の意識だけが時空を移動し、過去や未来の自分の身体にその意識が乗り移る」という意味で使われており、自分自身が意識・身体とも時空を移動することを意味する「タイムトラベル」と使い分けられていることが多い。この意味における「タイムリープ」では、自分自身が産まれてから死ぬまでの時間が過去や未来への移動範囲の限界となる。また、同一時空に同一人物が2人以上存在する矛盾も発生しない。

### 舞台
アルカディア・ベイ
本作の舞台となるオレゴン州にある、太平洋に面した田舎町。マックスやクロエの生まれ故郷で、観光名所と言える場所はないが、岬にある灯台が印象的。慢性的に過疎化しており、主だった産業もなく就職先も少ない。地方の名士であるプレスコット家が幅を利かせている。
ブラックウェル高校
芸術系で有名な名門私立高校。全寮制で、マックスが通うことになる。クロエも以前在籍していたが素行不良で退学処分となっている。

## ストーリー
全5エピソードから成り、基本的にはゲーム内時間の1日が各1エピソードに相当する、2013年10月7日からの5日間の物語である。
エピソード1：サナギ (Chrysalis)
5年ぶりに故郷アルカディア・ベイに戻ったマックスは、現在ブラックウェル高校の写真科に通う女子学生。ある日の授業中に「超巨大竜巻がこの街を壊滅させる」という白昼夢を見る。授業終了後、女子トイレの隅で羽ばたく青い蝶を写真に撮っていると、青い髪をした女子が街で実権を握っているプレスコット家の長男ネイサンと口論し、ネイサンに射殺される瞬間を目撃する。しかし気が付くと、先刻の授業中の状態まで時間が戻っていた。マックスは自身に「時間を巻き戻す能力」が発現したことに気づく。マックスは再び女子トイレに向かい、今度は二人が口論している最中に非常ベルを鳴らして発砲を阻止し、女の子の死を防ぐことに成功する。その女子は、5年間連絡を取っていなかった親友のクロエであることが後で判明する。
エピソード2：時間切れ (Out of Time)
再会当初は少しギクシャクしていたものの、徐々に打ち解ける二人。マックスは自身の能力をクロエに打ち明け、失踪したクロエの親友レイチェルの謎を追う。
一方、学内ではマックスの友人ケイトが学内サークル「ボルテックス・クラブ」のパーティに行った際ドラッグを盛られ、周囲とあたり構わずキスしているビデオをネットに拡散されてしまったことが原因で、ビクトリアとその取り巻きにいじめを受け、心身ともに追い詰められてしまい、女子寮の屋上から飛び降り自殺を図る。マックスは何とかケイトの自殺を止めようと急ぎ屋上へ向かう。
エピソード3：カオス理論 (Chaos Theory)
能力とレイチェルの謎の解明に奔走するマックスとクロエであったが、クロエから実父・ウィリアムが5年前に自分を置いて事故でこの世を去ってしまったことに対する恨み言を聞かされ、マックスはクロエの抱える悲しみの大きさに意気消沈する。ここでマックスは自身が写った写真を見た時、「写真が撮られた時点にタイムリープできる」という新たな能力が目覚める。
マックスは5年前にタイムリープし、ウィリアムが事故死しないように過去を改変し、クロエの家族問題を解決したと喜ぶ。しかし現在の時間軸に戻ってみると、今度は「クロエが交通事故に遭い、首から下が不随状態」という世界に様変わりしてしまっていた。
エピソード4：暗室 (Dark Room)
マックスはクロエから「安楽死させてほしい」という過酷な要求を受ける。マックスは今後何があっても絶対にクロエを守ると心に誓い、再び5年前にタイムリープしてウィリアムが事故死してしまう元通りの歴史に戻すという苦渋の決断をし、現在の時間軸へと帰還する。
レイチェルの捜索を再開した二人は、ネイサンの親族が所有する古い納屋の地下に暗室（撮影室）があることを突き止める。そこにはドラッグを盛られて意識のないまま撮影されたケイトら沢山の被害者の写真が保管されており、その中にレイチェルの遺体写真もあった。写真の場所を掘り起こすと変わり果てたレイチェルの姿を発見し、二人は泣き崩れる。
その頃、学校ではボルテックス・クラブによる“世界の終わりパーティー”が開かれており、二人は犯人と思われるネイサンに報復するため会場に行く。しかしそこにネイサンの姿はなく、ネイサンから来た携帯メッセージにて指定された場所へ行くと、ブラックウェルの教師ジェファソンに襲われ、マックスは能力を使う間もなく意識を失い、クロエは射殺されてしまう。
エピソード5：偏光 (Polarized)
ジェファソンこそがネイサンを利用してドラッグを入手し、女子を誘拐して写真を撮影し、危害を与えていた真犯人であった。暗室に拘束されたマックスは目を覚ますと、タイムリープ能力を駆使して時空を飛び回り、事態の打開を図ろうとする。
まず過去の時間軸に飛んで気絶中の状況を確認。そこから更に過去の過去へ飛び、警備主任のデイビッドにジェファソンが真犯人である証拠を送信して時間軸を戻ると、今度はマックスが「日常ヒーロー・フォトコンテスト」で優勝しサンフランシスコ行きの飛行機に乗っている世界に変化。展示会場でも来場客らに賞賛され、写真家としての栄誉に一旦は喜ぶマックス。
しかし現在の時間軸まで戻ると、アルカディア・ベイに前例のない超巨大竜巻が迫っており、このままでは街も住民も壊滅するという状況に。すぐ会場から街へ戻るため、再び過去へ飛んでフォトコンテスト応募作の写真を破り捨ててから時間軸を戻る。すると再び暗室で拘束されている世界に戻ってしまったものの、今度はデイビッドが救出に来る展開に変化し、マックスは窮地を脱出。しかしやはりクロエは殺されており、手持ちの写真は全てジェファソンに焼かれてしまっていた。
暗室を出ると、ついに超巨大竜巻が街を破壊し始めていた。マックスはクロエを救うため、嵐の中を進んでウォーレンの元に辿り着き、ウォーレンと撮った写真を受け取ってクロエがまだ生存している時間軸にタイムリープし、真犯人がジェファソンである事実と対策をクロエに説明し、現在の時間線に戻る。すると、ここまでの状況を把握したクロエとマックスが二人で嵐の灯台近くにいる世界に変わる。マックスは、自身が能力を使ったためどこかで時間軸が歪み、様々な異常気象が発生したうえ、巡り巡って超巨大竜巻をも招いてしまったことを悟る。するとクロエは「マックスが撮った青い蝶の写真を使ってタイムリープし、女子トイレで能力を使わず、最初の運命通り自分が射殺されれば竜巻もなくなり、街や家族の命を救える」と懇願する。「クロエを犠牲にする」のか「アルカディア・ベイを犠牲にする」のか。究極の選択がマックスに委ねられる。

## 音楽
表記は『Life Is Strange Limited Edition』同梱のサウンドトラックCD収録順
ライセンス曲
1. 「To All Of You」（Syd Matters）- Ep.1 オープニング
2. 「Crosses」（José González）- Ep.1
3. 「Santa Monica Dream」（アンガス・アンド・ジュリア・ストーン）- Ep.1
4. 「Piano Fire」（スパークルホース）- Ep.1
5. 「Something Good」（アルト・ジェイ）- Ep.2 オープニング
6. 「Mt. Washington」（Local Natives）- Ep.2 エンディング
7. 「Lua」（ブライト・アイズ）- Ep.3
8. 「Kids Will Be Skeletons」（モグワイ）- Ep.3 エンディング
9. 「In My Mind - feat.Brian Viglione」（Amanda Palmer）- Ep.4
10. 「Mountains」（Message To Bears）- Ep.4
11. 「Got Well Soon」（Breton）- Ep.4
12. 「The Sence Of Me」（Mudflow）- Ep.5
13. 「Spanish Sahara」（フォールズ）- Ep.5 エンディング
14. 「Obstacles」（Syd Matters）- Ep.1 エンディング

オリジナル曲（Jonathan Morali）
1. 「Golden Hour」 - オープニングタイトル他
2. 「The Storm」
3. 「Blackwell Academy」
4. 「Kate」
5. 「Timeless」
6. 「Timelines」
7. 「Night Walk」
8. 「Max and Chloe」 - エンドクレジット他

## シリーズ作品

### ゲーム
全作品とも、同様の基本ゲームシステムを持つフルボイスのグラフィックアドベンチャーゲームとなっており、グローバル版と日本語版がリリースされている。販売元も全てスクウェア・エニックス。
- 『ライフ イズ ストレンジ』
- 『ライフ イズ ストレンジ ビフォア ザ ストーム』 (Life Is Strange: Before the Storm)
  - 『ライフ イズ ストレンジ』の3年前を描く外伝（前日譚）。2017年8月からグローバル版（英語音声）がリリース開始[24]、同年12月に完結。日本語版は2018年6月7日発売。開発はDeck Nine。
- 『The Awesome Adventures of Captain Spirit』（オーサム・アドベンチャーズ・オブ・キャプテン・スピリット）
  - 『ライフ イズ ストレンジ2』の序章に相当する短編スピンオフで、セーブデータは2に引き継がれる。2018年6月にグローバル版（英語音声）、2020年2月6日に日本語版が無料リリース。本作と同じく開発はDONTNOD[25]。
- 『ライフ イズ ストレンジ 2』 (Life Is Strange 2)
  - 『ライフ イズ ストレンジ』の3年後が舞台となる続編。2018年9月からグローバル版（英語音声）がリリース開始、2019年12月に完結。日本語版は2020年3月26日発売。本作と同じく開発はDONTNOD。
- 『ライフ イズ ストレンジ トゥルー カラーズ』
  - シリーズ第5弾となる作品。2021年9月にグローバル版（英語音声）、2022年2月に日本語版がリリース。開発はDeck Nine[26]。
- 『ライフ イズ ストレンジ リマスター コレクション』
  - 過去作『ライフ イズ ストレンジ』および『ライフ イズ ストレンジ ビフォア ザ ストーム』のデジタルリマスター版を収録。2022年2月にグローバル版（英語音声）がリリース。日本語版は2023年5月2日発売[27]。
- 『ライフ イズ ストレンジ ダブルエクスポージャー』
  - シリーズ第6弾となる作品。『ライフ イズ ストレンジ』の10年後のマックスを描く。2024年10月30日発売[28]。

### コミック他
ゲーム版『ライフ イズ ストレンジ』の1年後を描く、アメリカン・コミックス版『Life Is Strange』が2018年11月14日以降に発売。出版はTitan Comics。2020年11月現在で既刊14巻、日本語版は未発売。
この他、ディミトリ・ジョンソンとダン・ジェヴォンズの両名が制作プロデュースを、ショーン・メンデスが音楽監修を担当し実写化の計画がある。